# Кейп-Корал
Кейп-Корал (англ. Cape Coral) — місто (англ. city) в США, в окрузі Лі на півдненному заході штату Флорида, на узбережжі Мексиканської затоки Атлантичного океану. Населення — 194 016 осіб (2020); агломерації Кейп-Корал-Форт-Маєрс — 586 908 осіб (2009 рік).

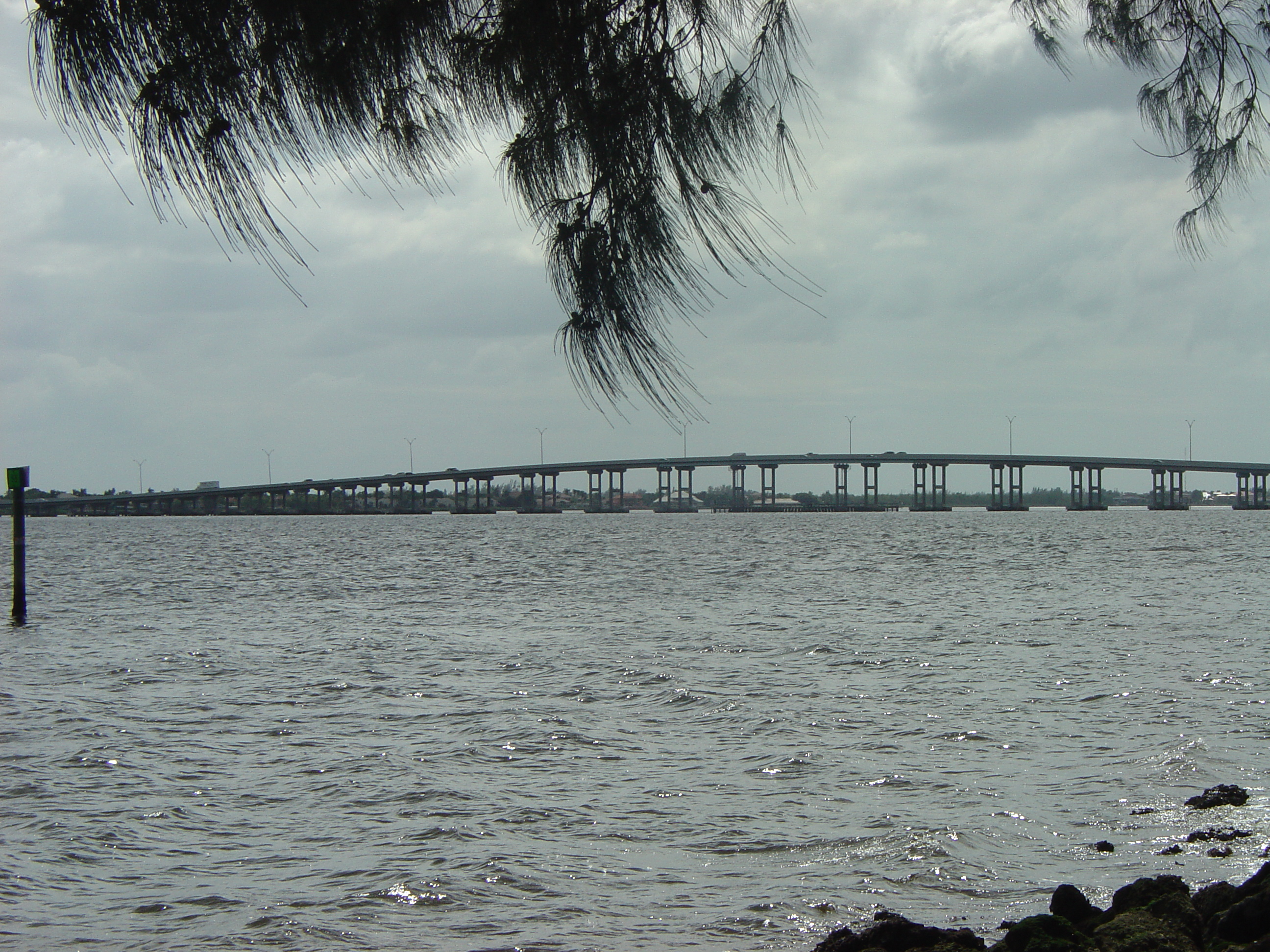
Міст Кейп-Корала

Місто засноване 1957 року. Призвісько міста — «узбережжя дивної землі». Місцева назва «Зі кейп». Місто є першим у світі за довжиною (640 км) міських каналів.
Середньодобова температура липня — +28 °C, січня — +18 °C. Щорічні опади — 1370 мм з піком на червень-вересень місяці.
28 вересня 2022 року Кейп-Корал зазнав серйозних руйнувань, коли ураган Ян обрушився неподалік.

## Географія
Кейп-Корал розташований за координатами 26°38′35″ пн. ш. 81°59′50″ зх. д. / 26.64306° пн. ш. 81.99722° зх. д. (26.643119, -81.997331).  За даними Бюро перепису населення США в 2010 році місто мало площу 312,41 км², з яких 273,69 км² — суходіл та 38,72 км² — водойми.

### Клімат
| Клімат : Кейп-Корал     | Клімат : Кейп-Корал | Клімат : Кейп-Корал | Клімат : Кейп-Корал | Клімат : Кейп-Корал | Клімат : Кейп-Корал | Клімат : Кейп-Корал | Клімат : Кейп-Корал | Клімат : Кейп-Корал | Клімат : Кейп-Корал | Клімат : Кейп-Корал | Клімат : Кейп-Корал | Клімат : Кейп-Корал | Клімат : Кейп-Корал |
| Показник                | Січ.                | Лют.                | Бер.                | Квіт.               | Трав.               | Черв.               | Лип.                | Серп.               | Вер.                | Жовт.               | Лист.               | Груд.               | Рік                 |
| Абсолютний максимум, °C | 32,2                | 33,3                | 33,9                | 35,6                | 37,2                | 39,4                | 38,3                | 37,8                | 36,7                | 35,0                | 35,0                | 32,2                | 39,4                |
| Середній максимум, °C   | 23,9                | 25,0                | 26,7                | 29,4                | 31,7                | 33,3                | 33,3                | 33,3                | 32,8                | 30,6                | 27,2                | 25,0                | 28,9                |
| Середня температура, °C | 17,8                | 18,3                | 21,1                | 22,8                | 25,6                | 27,8                | 28,3                | 28,3                | 27,8                | 25,0                | 21,7                | 18,9                | 23,9                |
| Середній мінімум, °C    | 12,2                | 13,3                | 15,0                | 17,2                | 20,6                | 23,3                | 23,9                | 23,9                | 23,3                | 20,6                | 16,7                | 13,3                | 18,3                |
| Абсолютний мінімум, °C  | −2,8                | −2,8                | 0,6                 | 3,9                 | 10,0                | 14,4                | 18,9                | 18,3                | 17,2                | 7,2                 | 1,1                 | −4,4                | −4,4                |
| Норма опадів, мм        | 49                  | 57                  | 73                  | 55                  | 67                  | 256                 | 230                 | 258                 | 211                 | 73                  | 50                  | 43                  | 1423                |
| Днів з опадами          | 7                   | 8                   | 7                   | 6                   | 10                  | 18                  | 22                  | 22                  | 20                  | 11                  | 7                   | 7                   | 145,0               |
| ----------------------- | ------------------- | ------------------- | ------------------- | ------------------- | ------------------- | ------------------- | ------------------- | ------------------- | ------------------- | ------------------- | ------------------- | ------------------- | ------------------- |
| Джерело: Bestplaces.net |                     |                     |                     |                     |                     |                     |                     |                     |                     |                     |                     |                     |                     |

## Демографія
Згідно з переписом 2010 року, у місті мешкало 154 305 осіб у 60 767 домогосподарствах у складі 43 532 родин. Густота населення становила 494 особи/км².  Було 78948 помешкань (253/км²).
Расовий склад населення:
| - 88,2 % — білих - 4,3 % — чорних або афроамериканців - 1,5 % — азіатів - 0,3 % — корінних американців - 0,1 % — вихідців з тихоокеанських островів - 3,3 % — осіб інших рас |

До двох чи більше рас належало 2,3 %. Частка іспаномовних становила 19,5 % від усіх жителів.
За віковим діапазоном населення розподілялося таким чином: 22,4 % — особи молодші 18 років, 60,6 % — особи у віці 18—64 років, 17,0 % — особи у віці 65 років та старші. Медіана віку мешканця становила 42,4 року. На 100 осіб жіночої статі у місті припадало 95,5 чоловіків;  на 100 жінок у віці від 18 років та старших — 92,9 чоловіків також старших 18 років.
Середній дохід на одне домашнє господарство  становив 62 661 долар США (медіана — 50 536), а середній дохід на одну сім'ю — 69 531 долар (медіана — 55 103). Медіана доходів становила 41 214 долари для чоловіків та 35 486 доларів для жінок. За межею бідності перебувало 14,2 % осіб, у тому числі 19,4 % дітей у віці до 18 років та 8,8 % осіб у віці 65 років та старших.
Цивільне працевлаштоване населення становило 69 693 особи. Основні галузі зайнятості: освіта, охорона здоров'я та соціальна допомога — 21,6 %, роздрібна торгівля — 16,0 %, науковці, спеціалісти, менеджери — 11,4 %, мистецтво, розваги та відпочинок — 10,5 %.